# Grazi Massafera
Grazielli "Grazi" Massafera (Jacarezinho, 28 de junho de 1982) é uma atriz e apresentadora brasileira. Começou a carreira como modelo, chegando a vencer o concurso Miss Paraná em 2004. Conseguiu notoriedade ao participar da quinta edição do reality show Big Brother Brasil, na qual ficou em segundo lugar. A sua primeira participação na teledramaturgia foi como atriz coadjuvante na novela Páginas da Vida (2006), pelo qual recebeu elogios da crítica e venceu diversos prêmios como atriz revelação.
Atuou em papéis de destaque nas novelas Negócio da China (2008), Tempos Modernos (2010) e Flor do Caribe (2013), recebendo algumas críticas negativas pelo seu trabalho. Porém, foi elogiada pelo seu desempenho como uma modelo viciada em drogas na novela Verdades Secretas (2015), sendo premiada com Prêmio APCA, Troféu Imprensa e Melhores do Ano como melhor atriz coadjuvante, além de uma indicação ao Emmy Internacional. Também foi elogiada pela sua performance como uma costureira excêntrica em Bom Sucesso (2019), sendo novamente indicada a diversos prêmios nacionais.

## Biografia e carreira

### 1982-2004: Vida antes da fama
Grazi é a única menina de uma família com quatro filhos. Seu pai, Gilmar Massafera, era pedreiro, e sua mãe, Cleuza Soares Massafera, costureira. Ela notou que a filha gostava de imitar modelos, e era vaidosa, então incentivou a filha a participar de concursos de beleza mirim. Aos sete já desfilava nas cidades do interior ao redor de sua terra natal, Jacarezinho. Ela participou de concursos de beleza-mirim, que posteriormente deram lugar aos diversos concursos de rainha de rodeios em sua região. Em 2004, foi eleita Miss Paraná e ficou em terceiro lugar no Miss Brasil. Quando cansou dos concursos, tornou-se vendedora de cosméticos e trabalhou em um salão de beleza.

### 2005-2006:Big Brother BrasilePáginas da Vida
“Recebi muitas críticas, mas não quero mais polemizar isso. A verdade é que, na maioria das vezes, elas estavam certas. Eu não queria mais atuar, não me orgulhava do que fazia. Colocava em xeque o fato de que, na verdade, eu nunca sonhei em ser atriz, fui sendo levada para este lugar. Até que chegou um momento em que ganhei um dinheiro e, ainda assim, eu não admirava o que estava fazendo.”

— Grazi Massafera, jornal O Globo em 31/12/2016
Tornou-se conhecida ao participar do reality show da quinta temporada do Big Brother Brasil , obtendo o segundo lugar, com 40% dos votos. Desde então passou a aparecer com frequência na mídia. Entrou para a Oficina de Atores da Rede Globo, quando foi agraciada pelo autor de novelas Manoel Carlos com o convite para interpretar Thelma, em Páginas da Vida. Nesse período de início da carreira como atriz, revelou ter sofrido bullying e discriminação de outros atores da Globo, por ter conseguido fama através do Big Brother Brasil. Antes de sua estreia nos folhetins globais, fez participações nos humorísticos Zorra Total e A Turma do Didi. Atuou também no filme Didi, o Caçador de Tesouros e trabalhou como repórter do programa Caldeirão do Huck.

### 2007-2009:Desejo Proibido,Negócio da ChinaeSuperbonita

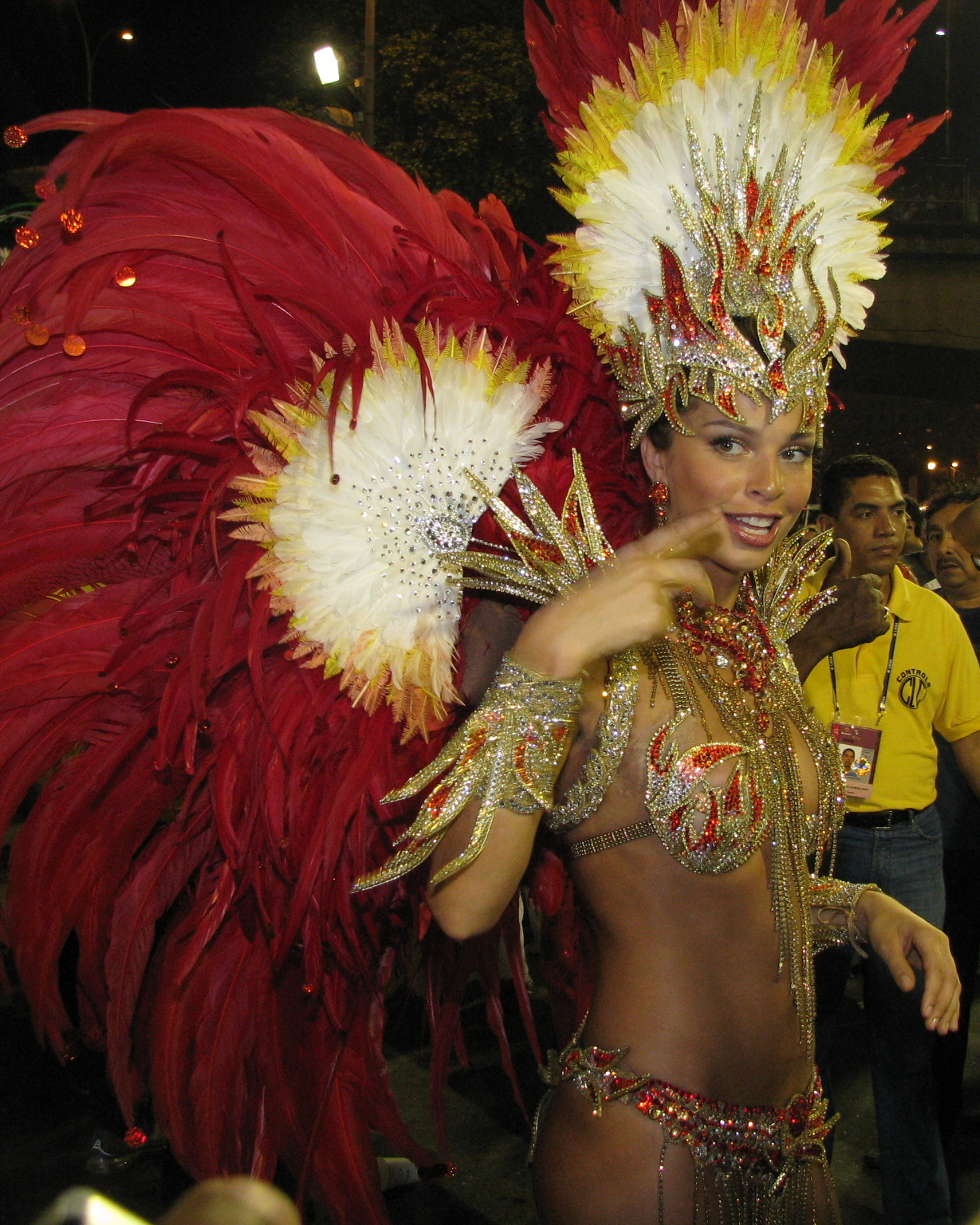
Grazi Massafera como Rainha da Bateria da Grande Rio

Fez uma matéria jornalística no Domingão do Faustão. Foi escolhida a "Celebridade do Ano" em 2006 pelos leitores da Revista Contigo!. Posou nua para a edição brasileira da revista Playboy, estampando a capa da edição do 30.º aniversário da revista. A edição da revista foi a mais vendida entre os anos de 2005 e 2010, com 563.865 exemplares; porém, Grazi declarou que não faria esse tipo de trabalho novamente.
Em 2007, fez uma participação como dubladora do peixe Cordélia em Shark Bait (br: O Mar Não Está pra Peixe). Ganhou o Troféu Imprensa como Revelação do Ano, foi eleita Atriz Revelação pelo Prêmio Contigo! de TV e Personalidade Revelação pela revista IstoÉ Gente, por seu trabalho em Páginas da Vida. Ainda em 2007 integrou o elenco da novela Desejo Proibido, de Walther Negrão, em que viveu Florinda. A história teve como pano de fundo o estado de Minas Gerais na década de 1930.
No ano de 2008, foi coroada Rainha do tradicional baile de carnaval do hotel Copacabana Palace, além de ter sido rainha de bateria da Acadêmicos do Grande Rio pelo segundo ano consecutivo. Em meados de 2008, após a apresentadora Angélica e as atrizes Flávia Alessandra e Alinne Moraes recusarem o convite para protagonizar a novela Negócio da China, de Miguel Falabella recebeu o papel de protagonista do folhetim. Apesar de preconceito inicial que sofreu por parte do próprio diretor, chegou a ser indicada ao Prêmio Extra de Televisão na categoria de Melhor Atriz por sua atuação. Em dezembro, entrou na lista dos "100 Brasileiros Mais Influentes" da Revista IstoÉ Independente, por seus trabalhos humanitários. Ela consolidou a imagem de "chique e sofisticada" graças à ajuda de um personal stylist.
Em 2009, foi uma das apresentadoras do programa Superbonita, no GNT, junto com as atrizes Mariana Ximenes e Christine Fernandes, que entraram temporariamente no lugar da atriz Taís Araújo, forçada a deixar o programa para fazer a novela Viver a Vida, de Manoel Carlos, na Rede Globo. Também em 2009, lançou sua linha de sandálias Grazi Azaléia, que é muito mais do que uma coleção: trata-se de um projeto que envolve responsabilidade social. Parte das vendas dos produtos é revertida para o projeto Nós do Morro, grupo de teatro que há 22 anos proporciona acesso à arte e à cultura para crianças e também um exército de mutilados. Ainda em 2009, posou nua junto com Cauã Reymond, seu namorado, para o livro Mario de Janeiro Testino, do conceituado fotógrafo peruano Mario Testino. No mesmo ano foi eleita pela Revista VIP como a "Mulher Mais Sexy do Mundo".

### 2010-2014:Tempos Modernos,Aquele BeijoeFlor do Caribe

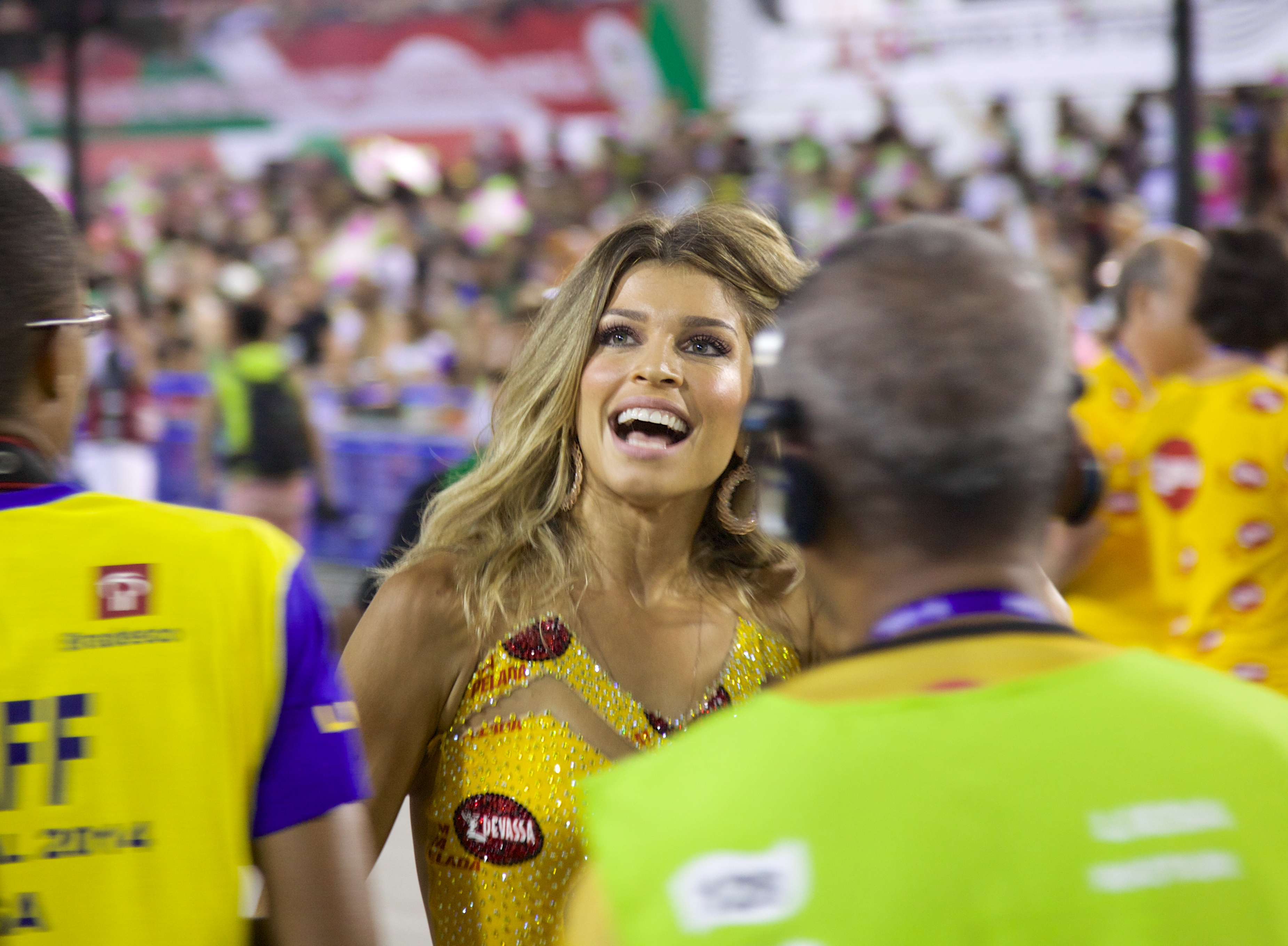
Massafera no Carnaval do Rio de Janeiro, 2014

Em 2010, interpretou sua primeira vilã, que posteriormente virou mocinha na novela Tempos Modernos, escrita por Bosco Brasil. Deu vida a Deodora, chefe da segurança de um prédio em São Paulo. A atriz foi bastante criticada por esse trabalho e disse publicamente que "o público não aceitou" sua personagem. Após a recusa da atriz Juliana Paes para atuar na série As Cariocas devido à gestação, Grazi assumiu o papel de uma ex-miss. Neste trabalho, a atriz reviveu seu passado como modelo. No mesmo ano foi eleita a mulher mais sexy do Brasil pela revista IstoÉ Gente.
Em 2011, retomou antigas parcerias com Miguel Falabella e Ricardo Pereira, onde atuou na novela das sete Aquele Beijo, de Miguel Falabella, como sua segunda antagonista, a oportunista Lucena. Já em 2012, foi cotada para o remake da novela Guerra dos Sexos de Sílvio de Abreu. Porém, recusou o papel, pois esteve afastada da televisão devido à licença maternidade.
Em 2013, interpretou sua segunda protagonista, Ester Schneider, na novela das seis Flor do Caribe, de Walther Negrão No ano posterior foi convidada para ser apresentadora do programa Vídeo Show, substituindo Zeca Camargo; porém, recusou o convite do diretor Ricardo Waddington para continuar sua carreira de atriz.

### 2015-2018:Verdades Secretas,A Lei do AmoreO Outro Lado do Paraíso
“Não penso em ser atriz pelo resto da minha vida.”

— Grazi Massafera, jornal O Globo em 31/12/2016
Após um período de crise de dois anos, quando pensou seriamente em desistir da carreira de atriz, Grazi assistia ao que fazia e não via ali nada de que se orgulhasse. Os comentários negativos eram pesados, e a autocrítica dela mesma incomodava demais.[carece de fontes?] Em 2015, quando surgiu o convite para fazer o teste para a novela das 23h Verdades Secretas, de Walcyr Carrasco, no papel da modelo Larissa, invejosa, prostituída e viciada em drogas, Grazi sentiu que aquela poderia ser a sua grande oportunidade de uma virada profissional. A cena em que Larissa é estuprada por vários homens chocou o público. Sua atuação recebeu elogios do público e da crítica, e vários prêmios. Por esse trabalho foi indicada ao Emmy Internacional na categoria de melhor atriz.
Em 2016, interpretou a personagem Luciane Leitão, na novela das 21h A Lei do Amor, de Maria Adelaide Amaral e Vincent Villari.
Em dezembro de 2016 foi uma das personalidades homenageadas pela revista ISTOÉ na premiação Brasileiros do Ano, na categoria ´Televisão´.
Em 2017, interpretou a vilã Lívia, na novela das 21h O Outro Lado do Paraíso, de Walcyr Carrasco.

### 2019-presente:Bom Sucesso,Dona BejaeTrês Graças
Em 2019, retornou à TV interpretando a protagonista Paloma da Silva, na novela Bom Sucesso, de Rosane Svartman e Paulo Halm, exibida na faixa das 19 horas. Na trama contracena principalmente com Antônio Fagundes e forma um triângulo amoroso com os personagens dos atores Rômulo Estrela (Marcos) e David Junior (Ramon).
Em novembro de 2021, Massafera encerrou o contrato fixo que teve com a Globo durante dezesseis anos. Tanto a direção da emissora como a atriz confirmaram que a rescisão refletiu apenas o término de um modelo de contrato, e que novos trabalhos poderiam ser realizados através de contratos por obra.
Em 2022, foi convidada pela TV Globo para interpretar Débora em uma participação especial na telenovela Travessia. Sua personagem foi responsável por dar início à trama na primeira fase da história. Débora era noiva de um poderoso empresário, mas mantinha um caso com o sócio dele, o que resultou em uma gravidez. Após ser flagrada, abandonada e sofrer um acidente de carro, ela morre ao dar à luz Chiara, antagonista interpretada por Jade Picon. Em 2023, foi anunciada como protagonista da nova versão de Dona Beja, segundo projeto de telenovela desenvolvido pela plataforma de streaming Max. A produção, um remake da obra homônima, tem estreia prevista para 2026 e traz a atriz no papel de uma jovem de beleza deslumbrante que é raptada pelo avô.
Em 2024, recebeu um convite para retornar à Globo no papel de Clarice, mãe da protagonista da novela Garota do Momento, mas recusou a proposta por priorizar projetos com maior flexibilidade. Seu retorno à emissora aconteceu de fato em 2025, quando foi escalada para protagonizar Rosa dos Ventos, novela de Glória Perez que acabou sendo cancelada. Com isso, a atriz foi remanejada para integrar o elenco de Três Graças, telenovela das nove criada por Aguinaldo Silva, onde interpretará Arminda, uma poderosa empresária e dona de uma indústria.

## Vida pessoal
Durante o Big Brother Brasil 5, Grazi começou a namorar o também participante Alan Passos, terminando o relacionamento em janeiro de 2007. Três meses depois, assumiu namoro com o ator Cauã Reymond. Embora nunca tenham se casado oficialmente, foram morar juntos no mesmo ano. Começaram a usar alianças de compromisso em 2008, época em que Grazi declarou que já se sentia casada. Em 23 de maio de 2012, nasceu Sofia Massafera Marques, a primeira filha do casal. Se separaram em outubro de 2013, após seis anos. Em junho de 2016, Grazi começou a namorar o empresário Patrick Bulus. O namoro chegou ao fim em novembro de 2017, porém foi reatado em janeiro de 2018. Em agosto, terminaram novamente, reatando poucas semanas depois. O término definitivo ocorreu em fevereiro de 2019. Em setembro, iniciou um relacionamento com o ator Caio Castro, que terminou em agosto de 2021.

## Filmografia

### Televisão
| Ano  | Título                      | Papel/Função                          | Notas                                            |
| ---- | --------------------------- | ------------------------------------- | ------------------------------------------------ |
| 2005 | Big Brother Brasil          | Participante (Vice-campeã)            | Temporada 5                                      |
| 2005 | A Turma do Didi             | Ela mesma                             | Episódio: "17 de junho"                          |
| 2005 | TV Xuxa                     | Magrizielli                           | Quadro: "Bruxa Keka"                             |
| 2005 | Caldeirão do Huck           | Repórter                              |                                                  |
| 2006 | Páginas da Vida             | Thelma Ribeiro de Andrade (Thelminha) |                                                  |
| 2007 | Casseta & Planeta, Urgente! | Vários Personagens                    | Quadro: "Grazieta e Planeta"                     |
| 2007 | Desejo Proibido             | Florinda Palhares                     |                                                  |
| 2008 | Casos e Acasos              | Graziela                              | Episódio: "O Presente, a Sociedade e a Tentação" |
| 2008 | Negócio da China            | Lívia Noronha                         |                                                  |
| 2009 | Superbonita                 | Apresentadora                         | Episódio: "31 de julho"                          |
| 2010 | Tempos Modernos             | Deodora Madureira Niemann / N. Anne   |                                                  |
| 2010 | As Cariocas                 | Michelle                              | Episódio: "A Desinibida do Grajaú"               |
| 2011 | Passione                    | Ela mesma                             | Episódio: "14 de janeiro"                        |
| 2011 | Aquele Beijo                | Lucena Zambelli                       |                                                  |
| 2013 | Flor do Caribe              | Ester Schneider                       |                                                  |
| 2014 | Superbonita                 | Apresentadora                         | Temporada 15                                     |
| 2014 | A Grande Família            | Roseli do Carmo / Rose Happy Hour     | Episódio: "Tudo Sobre Minhas Mães"               |
| 2014 | Geração Brasil              | Jéssica Malta                         | Episódio: "25 de setembro"                       |
| 2015 | Verdades Secretas           | Larissa Ramos                         |                                                  |
| 2015 | Mister Brau                 | Ela mesma                             | Episódio: "8 de dezembro"                        |
| 2016 | A Lei do Amor               | Luciane Cardoso Leitão                |                                                  |
| 2017 | O Outro Lado do Paraíso     | Lívia Montserrat                      |                                                  |
| 2019 | Bom Sucesso                 | Paloma da Silva                       |                                                  |
| 2022 | Travessia                   | Débora Aguiar                         | Episódio: "10 de outubro"                        |
| 2023 | Travessia                   | Débora Aguiar                         | Episódio: "5 de maio"                            |
| 2025 | BBB: O Documentário         | Ela mesma                             |                                                  |
| 2025 | Três Graças                 | Arminda Melo Dantas                   |                                                  |
| 2026 | Dona Beja                   | Ana Jacinta de São José (Dona Beja)   |                                                  |

### Cinema
| Ano  | Título                      | Papel                       | Notas    |
| ---- | --------------------------- | --------------------------- | -------- |
| 2006 | Didi, o Caçador de Tesouros | Ana                         |          |
| 2007 | O Mar Não Está Para Peixe   | Cordélia (voz)              | Dublagem |
| 2012 | Billi Pig                   | Marivalda Montenegro Duarte |          |
| 2012 | Billi Pig                   | Billi Pig (voz)             |          |
| 2016 | Entre Idas e Vindas         | Mulher ao telefone (voz)    |          |
| 2016 | Entre Homens de Bem         | Ela mesma                   |          |
| 2024 | Uma Família Feliz           | Eva Carvalho                |          |

### Vídeos musicais
| Ano  | Título                    | Cantor                        |
| ---- | ------------------------- | ----------------------------- |
| 2021 | "Retrovisor"              | Fábio de Melo e Ivete Sangalo |
| 2024 | "Antes Que o Mundo Acabe" | Tiago Iorc                    |

## Teatro
| Ano  | Título                             | Papel          | Ref            |
| ---- | ---------------------------------- | -------------- | -------------- |
| 2007 | Paixão de Cristo de Nova Jerusalém | Maria Madalena | [ 99 ] [ 100 ] |

## Prêmios e indicações
| Ano  | Prêmio                              | Categoria                            | Trabalho indicado   | Resultado |
| ---- | ----------------------------------- | ------------------------------------ | ------------------- | --------- |
| 2007 | Melhores do Ano                     | Melhor Atriz Revelação               | Páginas da Vida     | Venceu    |
| 2007 | Prêmio Contigo! de TV               | Melhor Atriz Revelação               | Páginas da Vida     | Venceu    |
| 2007 | Prêmio Qualidade Brasil             | Atriz Revelação                      | Páginas da Vida     | Venceu    |
| 2007 | Troféu Imprensa                     | Revelação do Ano                     | Páginas da Vida     | Venceu    |
| 2007 | Troféu Internet                     | Revelação do Ano                     | Páginas da Vida     | Venceu    |
| 2008 | Prêmio Contigo! de TV               | Atriz Coadjuvante                    | Desejo Proibido     | Indicada  |
| 2008 | Prêmio Extra de Televisão           | Atriz Coadjuvante                    | Desejo Proibido     | Indicada  |
| 2009 | Prêmio Contigo! de TV               | Melhor Atriz                         | Negócio da China    | Indicada  |
| 2009 | Prêmio Extra de Televisão           | Melhor Atriz                         | Negócio da China    | Indicada  |
| 2009 | Veja Rio - Cariocas do Ano          | Atriz do Ano                         | Negócio da China    | Venceu    |
| 2012 | Prêmio Contigo de TV                | Melhor Atriz                         | Aquele Beijo        | Indicada  |
| 2012 | Prêmio Contigo! de Cinema Nacional  | Melhor Atriz                         | Billi Pig           | Venceu    |
| 2012 | Prêmio Quem de Cinema               | Melhor Atriz                         | Billi Pig           | Venceu    |
| 2013 | Troféu Internet                     | Melhor Atriz                         | Flor do Caribe      | Indicada  |
| 2015 | Prêmio Extra de Televisão           | Melhor Atriz Coadjuvante             | Verdades Secretas   | Venceu    |
| 2015 | Veja Rio - Cariocas do Ano          | Atriz do Ano                         | Verdades Secretas   | Venceu    |
| 2015 | Troféu APCA                         | Melhor Atriz de Televisão            | Verdades Secretas   | Venceu    |
| 2015 | Melhores do Ano                     | Atriz Coadjuvante                    | Verdades Secretas   | Venceu    |
| 2015 | Prêmio Quem de Televisão            | Melhor Atriz                         | Verdades Secretas   | Indicada  |
| 2015 | Troféu UOL TV e Famosos             | Atriz do Ano                         | Verdades Secretas   | Venceu    |
| 2015 | Prêmio F5                           | Atriz do Ano                         | Verdades Secretas   | Venceu    |
| 2015 | Jornal Diário Gaúcho                | Melhor Atriz                         | Verdades Secretas   | Venceu    |
| 2016 | Prêmio Geração Glamour              | Atriz do Ano                         | Verdades Secretas   | Venceu    |
| 2016 | Troféu Imprensa                     | Melhor Atriz                         | Verdades Secretas   | Venceu    |
| 2016 | Troféu Internet                     | Melhor Atriz                         | Verdades Secretas   | Venceu    |
| 2016 | Emmy Internacional                  | Melhor Atriz                         | Verdades Secretas   | Indicada  |
| 2016 | Troféu UOL TV e Famosos             | Atriz do Ano                         | A Lei do Amor       | Indicada  |
| 2016 | Prêmio Quem de Televisão            | Melhor Atriz Coadjuvante             | A Lei do Amor       | Venceu    |
| 2017 | Troféu Imprensa[carece de fontes?]  | Melhor Atriz                         | A Lei do Amor       | Indicada  |
| 2017 | Troféu Internet                     | Melhor Atriz                         | A Lei do Amor       | Venceu    |
| 2017 | Prêmio Extra de Televisão           | Melhor Atriz Coadjuvante             | A Lei do Amor       | Indicada  |
| 2019 | Troféu AIB de Imprensa              | Melhor Atriz                         | Bom Sucesso         | Indicada  |
| 2019 | Melhores do Ano                     | Atriz de Novela                      | Bom Sucesso         | Indicado  |
| 2019 | Troféu APCA                         | Melhor Atriz de Televisão            | Bom Sucesso         | Indicada  |
| 2019 | Prêmio F5                           | Atriz de Novela                      | Bom Sucesso         | Indicada  |
| 2019 | Melhores do Ano NaTelinha           | Melhor Atriz                         | Bom Sucesso         | Venceu    |
| 2019 | Troféu UOL TV e Famosos             | Melhor Atriz                         | Bom Sucesso         | Venceu    |
| 2019 | Prêmio Contigo! Online              | Melhor Atriz de Novela               | Bom Sucesso         | Indicada  |
| 2019 | Prêmio Contigo! Online              | Par Romântico (com Rômulo Estrela)   | Bom Sucesso         | Venceu    |
| 2020 | Meus Prêmios Nick                   | Ship do Ano                          | Grazi e Caio Castro | Indicada  |
| 2020 | Prêmio Contigo! Online              | Casal do Ano                         | Grazi e Caio Castro | Indicada  |
| 2020 | Prêmio F5                           | Casal do Ano                         | Grazi e Caio Castro | Venceu    |
| 2022 | Prêmio iBest                        | Influenciador Paraná (voto popular)  | Grazi Massafera     | Top 3     |
| 2022 | Prêmio iBest                        | Influenciador Paraná (júri academia) | Grazi Massafera     | Venceu    |
| 2023 | Prêmio iBest                        | Influenciador Protagonista           | Grazi Massafera     | Top 10    |
| 2023 | Prêmio iBest                        | Influenciador Paraná (júri academia) | Grazi Massafera     | Top 3     |
| 2023 | Los Angeles Brazilian Film Festival | Melhor Atriz                         | Uma Família Feliz   | Indicada  |